# Osttimoresische Fußballnationalmannschaft (U-23-Männer)
Die osttimoresische U-23-Fußballnationalmannschaft ist eine Auswahlmannschaft osttimoresischer Fußballspieler. Sie untersteht dem osttimoresischen Fußballverband FFTL und repräsentiert diesen international auf U-23-Ebene, etwa in Freundschaftsspielen gegen die Auswahlmannschaften anderer nationaler Verbände, bei U-23-Asienmeisterschaften sowie den Fußballturnieren der Olympischen Sommerspiele, der Asienspiele und der Südostasienspiele.
Bisher konnte sich die Mannschaft nicht für das olympische Fußballturnier oder die U-23-Asienmeisterschaft qualifizieren. An den Asienspielen nahm Osttimor zweimal und an den Südostasienspielen fünfmal teil, kam aber bei beiden nie über die Gruppenphase hinaus.
Spielberechtigt sind Spieler, die ihr 23. Lebensjahr noch nicht vollendet haben und die osttimoresische Staatsangehörigkeit besitzen.

## Bilanzen

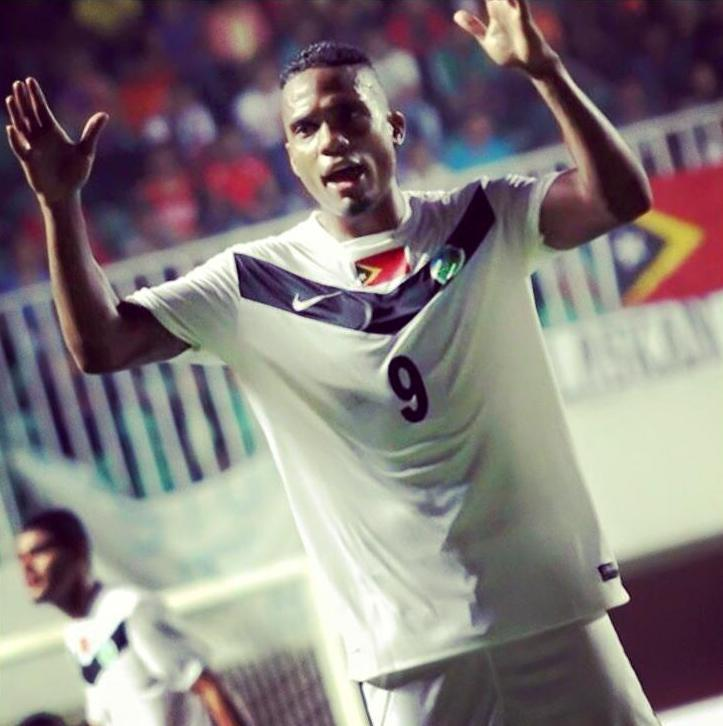
Pedro Henrique im Spiel gegen Indonesien (2013)

| Olympische Spiele - 2004 bis 2012: Nicht teilgenommen - 2016 bis 2020: Nicht qualifiziert U-22-/23-Asienmeisterschaften - 2014 bis 2020: Nicht qualifiziert Asienspiele - 2006 bis 2010: Nicht teilgenommen - 2014: Gruppenphase - 2018: Gruppenphase | Südostasienspiele - 2005 bis 2007: Nicht teilgenommen - 2009: Gruppenphase - 2011: Gruppenphase - 2013: Gruppenphase - 2015: Gruppenphase - 2017: Gruppenphase |